# Jakow Golew
Jakow Iljicz Golew (ros. Яков Ильич Голев, ur. 1894 w Sitkach w guberni tulskiej, zm. 27 lutego 1960 w Moskwie) – radziecki polityk i finansista, przewodniczący Zarządu Banku Państwowego ZSRR (1945-1948).

## Życiorys
Pracował jako ślusarz w moskiewskich fabrykach, we wrześniu 1916 powołany do rosyjskiej armii, w marcu 1918 zdemobilizowany, został przewodniczącym rady wiejskiej w rodzinnej wsi. Od czerwca 1918 do kwietnia 1919 był kierownikiem wydziału komitetu wykonawczego rady powiatowej i zastępcą powiatowego komisarza aprowizacyjnego w Bogorodicku, od sierpnia 1918 należał do RKP(b), w kwietniu 1919 wstąpił ochotniczo do Armii Czerwonej, był m.in. agitatorem 2 tulskiego batalionu komunistycznego, od listopada 1919 do stycznia 1920 przebywał na leczeniu. Następnie słuchacz Komunistycznego Uniwersytetu im. Swierdłowa, od kwietnia do listopada 1920 członek kolegium i zastępca komisarza okręgowego komitetu aprowizacyjnego w Piatigorsku, od listopada 1920 do marca 1922 komisarz aprowizacyjny i członek okręgowego komitetu aprowizacyjnego w Gieorgijewsku i Piatigorsku. Od marca do sierpnia 1922 przewodniczący wydziału Turkpotrieb-Sojuza w mieście Aulije-Ata (obecnie Taraz), od sierpnia 1922 student Instytutu Mierniczego w Moskwie, od listopada 1922 przewodniczący Wydziału Finansowego Powiatowego Komitetu Aprowizacyjnego w Wołokołamsku, 1923-1930 pracownik moskiewskiego gubernialnego i obwodowego zarządu finansowego, m.in. kierownik pododdziału i Wydziału Planowo-Ekonomicznego.
W 1927 ukończył studia na Wydziale Finansowym Moskiewskiego Instytutu Przemysłowo-Ekonomicznego, od lutego 1930 do marca 1933 był aspirantem Naukowo-Badawczego Instytut Kołchozowego w Moskwie, od marca 1933 do marca 1935 przewodniczącym Państwowej Międzyrejonowej Komisji ds. Plonów w Charkowie, później pełnomocnikiem Centralnej Państwowej Komisji ds. Plonów w Czernihowie i Stalino (Doniecku). Od czerwca 1937 do marca 1939 zastępca szefa Wydziału Planowego - szef Sektora Finansowego i członek Kolegium Ludowego Komisariatu Sowchozów ZSRR, od marca 1939 do czerwca 1940 zarządca Banku Rolniczego ZSRR, od czerwca 1940 zastępca, a od kwietnia 1941 do maja 1945 I zastępca ludowego komisarza finansów ZSRR i jednocześnie zastępca przewodniczącego Zarządu Banku Państwowego ZSRR. Od maja 1945 do maja 1948 przewodniczący Zarządu Banku Państwowego ZSRR, jednocześnie od czerwca 1946 do maja 1948 zastępca ministra finansów ZSRR, od maja 1948 do marca 1950 ponownie zarządca Banku Rolniczego ZSRR. Od marca 1950 do kwietnia 1952 przewodniczący Zarządu Sielchozbanku ZSRR, od kwietnia 1952 do września 1953 odkomenderowany służbowo do Czechosłowacji, 1953-1959 ponownie przewodniczący Zarządu Sielchozbanku ZSRR, od marca 1959 na emeryturze. Deputowany do Rady Najwyższej RFSRR 2 kadencji. Odznaczony Orderem Lenina i Orderem Czerwonego Sztandaru Pracy. Pochowany na Cmentarzu Nowodziewiczym.